# هجوم كشمير 2019
في 14 فبراير 2019، تعرضت قافلة تحمل أفراد أمن على طريق جامو سريناكر السريع للهجوم من قبل مفجر انتحاري يقود سيارة في لتابور، بالقرب من أوانتيبورا، ضلع بولواما، جامو وكشمير، الهند. أسفر الهجوم عن مقتل 40 من عناصر قوة الشرطة الاحتياطية المركزية ومنفذ الهجوم. أعلن جيش محمد، جماعة إرهابية مقرها باكستان، مسؤوليته عن الهجوم.

## الهجوم
| الولاية         | العدد |
| --------------- | ----- |
| اوتار برادش     | 12    |
| رجستان          | 5     |
| بنجاب، الهند    | 4     |
| أوديشا          | 2     |
| اوتاراخند       | 2     |
| بيهار           | 2     |
| مهارشترا        | 2     |
| تاميل نادو      | 2     |
| آسام            | 1     |
| كرناتكا         | 1     |
| جامو وكشمير     | 1     |
| هيماجال برادش   | 1     |
| كرلا            | 1     |
| جهارخند         | 1     |
| ماديا برادش     | 1     |
| البنغال الغربية | 1     |
| الإجمالي        | 39    |

في 14 فبراير 2019 وقع تفجير في ولاية جامو وكشمير شمال الهند استهدف حافلة تابعة للشرطة العسكرية الهندية، أسفر عن مقتل 44 من عناصرها.
في أعقاب الحادث، وأعلن جيش محمد، الذي يتخذ من پاكستان مقراً له، مسؤوليته عن الهجوم الذي استهدف قافلة كانت تقل عناصر من قوات الشرطة العسكرية الهندية، بـ350 كجم من المتفجرات، في مقاطعة بولواما، بولاية جامو وكشمير الهندية. كانت القافلة مكونة من 78 حافلة، تقل أكثر من 2500 عنصر أمن، متجهة بهم من معسكر للإقامة المؤقتة في جامو إلى مدينة سريناكار في المقاطعة ذاتها.
طالبت وزارة الخارجية الهندية في بيان لها، باكستان بالتوقف عن دعم الجماعات الإرهابية التي تنشط في أراضيها، وبتفكيك البنية الأساسية التي يستخدمها الإرهابيون لشن هجمات في بلدان أخرى.

## ردود الفعل

### الهند
- الهند غرد رئيس الوزراء الهندي ناريندرا مودي بأن دم الضحايا لن يذهب هباءً. «الهجوم على أفراد الأمن في پولواما خسيساً. أدين بشدة هذا الهجوم الخسيس. دم ضحايانا من قوات الأمن الشجعان لن يذهب هباءً. ستتكاتف الأمة بأكملها مع عائلات الشهداء الشجعان. قد يتعافوى المصاب بسرعة». وقال أيضاً: «سأدفع تعويضاً للجنود الذين خسروا أرواحهم في هجوم پلوامة. مُنحت قواتنا الأمنية الحرية الكاملة. لدينا إيمان كامل بشجاعتهم. سوف يدفع الإرهابيون ثمناً باهظاً».

### دولياً
- نيبال أرسل رئيس وزراء نيبال ك.ب. شارما لنظيره الهندي نارندرا مودي برقية عزاء في ضحايا أفراد الأمن[7]
- باكستان في بيان صحفي صادر عن مكتب الخارجية، أنكرت باكستان رسمياً مزاعم ارتباطها بالهجوم.[8]
- روسيا «نحن ندين الإرهاب بجميع أشكاله ومظاهره ونؤكد على ضرورة مكافحة هذه الأعمال اللاإنسانية برد حاسم وجماعي دون أي معايير مزدوجة. نعرب عن تعازينا الحارة لأسر المتوفين الثكلى ونتمنى التعافي السريع للمصابين» عن السفارة الروسية.[9]
- سنغافورة «نشعر بالحزن لسماعي الهجوم الإرهابي الوحشي في بولواما الذي أسفر عن الخسائر المأساوية في الأرواح والإصابات. أرجوكم تقبلوا تعازينا القلبية للضحايا والعائلات الذين فقدوا أحبائهم. تدين سنغافورة بشدة أعمال الإرهاب هذه التي لا معنى لها. وأفكارنا وصلواتنا مع شعب الهند في هذا الوقت، ونأمل أيضاً الشفاء العاجل للمصابين».[10]
- سريلانكا أدان الرئيس مايثري بالا سيري‌سنا الهجوم قائلاً: «نشعر ببالغ الأسى على الهجوم الخسيس الذي أودى بحياة 40 من أفراد قوة الشرطة الاحتياطية المركزية في بولواما، جنوب كشمير».[11]
- الولايات المتحدة غرد سفير الولايات المتحدة لدى الهند كنث جستر: "تدين البعثة الأمريكية في الهند بشدة الهجوم الإرهابي الحالي في جامو وكشمير. نرسل تعازينا القلبية لعائلات الضحايا "سفير الولايات المتحدة في الهند". وأضاف أيضاً أن الولايات المتحدة تقف بجانب الهند في حربها على اللإرهاب وهزيمته.[12]

كما أدانت فرنسا، بنغلادش، بوتان، والمالديف الهجوم الإرهابي.

### المنظمات الدولية
- الأمم المتحدة «ندين بشدة هجوم اليوم في منطقة پولواما في جامو وكشمير، ونعرب عن أعمق تعازينا لأسر الذين فقدوا أرواحهم ولحكومة وشعب الهند».[13]